# 2014 UF229
2014 UF229 est un objet transneptunien en résonance 7:10 avec Neptune.

## Caractéristiques
2014 UF229 mesure environ 76 km de diamètre.